# Vzhodna Evropa
Vzhodna Evropa je vzhodni del evropske celine. Izraz ima široko paleto geopolitičnih, geografskih, etničnih, kulturnih in socioekonomskih konotacij. Veliko večino regije pokriva Rusija, ki je največja in najbolj naseljena država v Evropi, saj obsega približno 40 % površine celine in 15 % njenega celotnega prebivalstva.
Vzhodna Evropa predstavlja pomemben del evropske kulture, katere glavne družbeno-kulturne značilnosti so slovanske in grške tradicije ter vpliv vzhodnega krščanstva, ki se je zgodovinsko razvilo v vzhodnem rimskem cesarstvu, v manjši meri pa tudi turški vpliv v času osmanske oblasti. Druga opredelitev je nastala v času hladne vojne s komunističnimi državami vzhodnega bloka, ki so sestavljale Vzhodno Evropo.

## Opredelitve
V začetku 21. stoletja je obstajalo več opredelitev Vzhodne Evrope, vendar so pogosto premalo natančne in pogosto zastarele. O teh opredelitvah se razpravlja v različnih kulturah in med strokovnjaki, tudi med politologi, saj ima izraz širok spekter geopolitičnih, geografskih, kulturnih in socioekonomskih konotacij. Opisan je bil tudi kot »nejasen« izraz, saj se sama ideja o Vzhodni Evropi nenehno na novo opredeljuje. Zamisel o »Vzhodni Evropi« se je utrdila predvsem v času (francoskega) razsvetljenstva.
Obstaja »skoraj toliko definicij Vzhodne Evrope, kolikor je v njej učenjakov«. S tem povezan dokument Združenih narodov dodaja, da je »vsaka ocena prostorskih identitet v resnici družbeni in kulturni konstrukt«.

### Geografske
Medtem ko so vzhodne geografske meje Evrope dobro opredeljene, pa meja med Vzhodno in Zahodno Evropo ni geografska, temveč zgodovinska, verska in kulturna, zato jo je težje določiti.
Uralsko gorovje, reka Ural in Kavkaz so geografska meja vzhodnega roba Evrope. Npr. Kazahstan, ki leži večinoma v Srednji Aziji, najbolj zahodni deli pa zahodno od reke Ural, si prav tako deli del Vzhodne Evrope.
Na zahodu pa se zgodovinske in kulturne meje »Vzhodne Evrope« nekoliko prekrivajo in, kar je najpomembneje, doživljajo zgodovinska nihanja, zato je natančna opredelitev zahodnih geografskih meja Vzhodne Evrope in geografske sredine Evrope nekoliko otežena.

### Verske in kulturne
V delih Vzhodne Evrope, ki so ostali pravoslavni, je prevladoval bizantinski kulturni vpliv; po veliki shizmi med Vzhodom in Zahodom leta 1054 so pomembni deli Vzhodne Evrope v okviru Vzhodne pravoslavne cerkve, cerkvenoslovanščine in cirilice razvili kulturno enotnost in odpor proti katoliški (in pozneje tudi protestantski) Zahodni Evropi.
Zahodno Evropo po tem stališču tvorijo države s prevladujočimi rimskokatoliškimi in protestantskimi cerkvami (vključno s srednjeevropskimi državami so to Hrvaška, Slovenija, Avstrija, Češka, Nemčija, Madžarska, Poljska, Slovaška, Litva, Latvija in Estonija).
Velik del Vzhodne Evrope sestavljajo države s prevladujočimi pravoslavnimi cerkvami, kot so Armenija, Belorusija, Bolgarija, Ciper, Gruzija, Grčija, Moldavija, Črna gora, Severna Makedonija, Romunija, Rusija, Srbija in Ukrajina. Vzhodna pravoslavna cerkev je imela pomembno vlogo v zgodovini in kulturi Vzhodne in Jugovzhodne Evrope.
Shizma (razkol) je prekinitev skupnosti in teologije med današnjima vzhodno (pravoslavno) in zahodno (rimskokatoliško od 11. stoletja, od 16. stoletja pa tudi protestantsko) cerkvijo. Ta delitev je v Evropi prevladovala več stoletij, v nasprotju s precej kratkotrajno delitvijo v času hladne vojne, ki je trajala štiri desetletja.
- Širitev krščanstva[20][21]

Evropa je od velike shizme leta 1054 razdeljena na rimskokatoliško (in pozneje tudi protestantsko) cerkev na zahodu in vzhodno pravoslavno krščansko (pogosto napačno označeno kot »grško pravoslavno«) cerkev na vzhodu. Zaradi te verske razcepljenosti se vzhodne pravoslavne države pogosto povezujejo z Vzhodno Evropo. Vendar je takšno ločevanje pogosto problematično; Grčija je na primer pretežno pravoslavna, vendar je zelo redko vključena v Vzhodno Evropo iz različnih razlogov, med katerimi je najpomembnejši ta, da so na zgodovino Grčije večinoma bolj vplivale sredozemske kulture in stiki.

### Hladna vojna (1947–1991)
S padcem železne zavese se je v Evropi končala hladnovojna delitev na vzhod in zahod, vendar mediji ta geopolitični pojem včasih še vedno uporabljajo za hitro sklicevanje. Druga opredelitev se je uporabljala v 40 letih hladne vojne med letoma 1947 in 1989 in je bila bolj ali manj sinonim za izraza vzhodni blok in Varšavski pakt. Podobna opredelitev opredeljuje nekdanje komunistične evropske države zunaj Sovjetske zveze kot Vzhodno Evropo.
Zgodovinarji in družboslovci na splošno menijo, da so takšne opredelitve zastarele.

### EuroVoc
EuroVoc, večjezični tezaver, ki ga vzdržuje Urad za publikacije Evropske unije, vsebuje gesla za »23 jezikov EU«, v katerih so bolgarščina, hrvaščina, češčina, madžarščina, poljščina, romunščina, slovaščina in slovenščina ter jeziki držav kandidatk albanščina, makedonščina in srbščina uvrščeni med srednje- in vzhodnoevropske jezike.